# 飯田壽作 (1889年生の実業家)
飯田 壽作（飯田 寿作、いいだ じゅさく、1889年〈明治22年〉5月 - 1962年）は、日本の実業家。西宮酒造取締役。前名・卓三。

## 人物
兵庫県西宮市出身。先代壽作の長男。1912年、大阪高等商業学校卒業。西宮酒造会社員となる。1930年、家督を相続し、前名・卓三を改め襲名する。
著書に『酒都遊観記』がある。趣味は和歌、俳句、絵画。宗教は真宗。住所は兵庫県西宮市松原町。

## 家族・親族
飯田家
- 父・壽作（1863年 - 1930年、西宮酒造取締役）[6]
- 妻（1895年 - ?、兵庫、藪内與八郎の長女）[1]
- 娘[1]
- 息子[1]